# Noor Alam
Noor Alam   () fou un jugador d'hoquei sobre herba pakistanès, guanyador de dues medalles olímpiques.
El 1956 va prendre part en els Jocs Olímpics d'Estiu de Melbourne, on va guanyar la medalla de plata en la competició d'hoquei sobre herba, en la què va ser la primera medalla olímpica del Pakistan.. Quatre anys més tard, als Jocs de Roma, guanyà la medalla d'or en la mateixa competició. En el seu palmarès també destaquen dues medalles d'or en els Jocs Asiàtics, el 1958 i 1962. Durant la seva carrera esportiva disputà 42 partits amb la selecció pakistanesa en què marcà 8 gols.